# NGC 4571
NGC 4571 este o galaxie spirală situată în constelația Părul Berenicei. A fost descoperită în 1787 de către William Herschel. Se află la o distanță de 14,72 megaparseci de Pământ.